# Tuszyn
Tuszyn je město v Polsku v Lodžském vojvodství v okrese Lodž východ. Leží na křižovatce dálnice A1 a rychlostní silnice S8 mimo železniční tratě, přibližně 15 km jižně od Lodže. V roce 2024 zde žilo 7 171 obyvatel.

## Partnerská města
- Buča, Ukrajina